# 西山ゆかり
西山 ゆかり（にしやま ゆかり、1982年6月20日 - ）は、神奈川県出身の女子プロゴルファー。所属はフリー。

## 経歴
2000年、高校（神奈川県立藤沢西高等学校）卒業後に朝霧カントリークラブ（静岡県）に研修生として入社、ゴルフを始める。
2008年、プロテスト合格。
2013年、「ラシンク・ニンジニア/RKBレディース」（ステップ・アップ・ツアー）でプロ初優勝。「山陽新聞レディースカップ」でも優勝しステップ・アップ・ツアー2勝。
2014年、6戦でトップ10入りを果たし、年間獲得賞金ランキング第43位、プロ7年目にして初のシード権を獲得した。
2015年、師匠の芹澤信雄をキャディに迎えて臨んだmeijiカップで、鈴木愛をプレーオフの末下しツアー初優勝。年間獲得賞金ランキング第26位で2年連続シード権獲得。
2016年、未勝利に終わるも9戦でトップ10入りを果たし、年間獲得賞金ランキング第16位、3年連続シード権獲得。
2017年、KKT杯バンテリンレディスオープンで、上田桃子をプレーオフの末下しツアー通算2勝目を挙げた。